# Rusłan Lisakowicz
Rusłan Michajławicz Lisakowicz (biał. Руслан Міхайлавіч Лісаковіч, ros. Руслан Михайлович Лисакович, Rusłan Michajłowicz Lisakowicz; ur. 22 marca 2002 w Marinej Horce) – białoruski piłkarz, grający na pozycji defensywnego lub środkowego pomocnika w rosyjskim klubie Dinamo Machaczkała oraz reprezentacji Białorusi.